# Keť
Keť és un poble i municipi d'Eslovàquia que es troba a la regió de Nitra, al sud-oest del país. El 2011 tenia 662 habitants.

## Història
La primera menció escrita de la vila es remunta al 1308.

## Demografia
| Godina             | 1994 | 2004   | 2014   | 2024    |
| ------------------ | ---- | ------ | ------ | ------- |
| Nombre de persones | 764  | 688    | 636    | 562     |
| Diferència         |      | −9,94% | −7,55% | −11,63% |

| Godina             | 2023 | 2024   |
| ------------------ | ---- | ------ |
| Nombre de persones | 571  | 562    |
| Diferència         |      | −1,57% |